# پادگان چهل دختر
پادگان چهل دختر، پادگانی زیر نظر ارتش جمهوری اسلامی ایران است که در شهرستان شاهرود قرار دارد. این پادگان در دوران حکومت محمدرضا پهلوی ساخته شده‌است. و از سال ۱۳۵۰ تا ۱۳۷۲ مرکز آموزش ۰۲ ارتش شاهنشاهی و ارتش جمهوری اسلامی بوده که به نام «مرکز آموزشی ۰۲ چهل دختر» معروف شده‌است. این پادگان بعداً به یاد مصطفی پژوهنده تحت عنوان پادگان شهید سرلشکر مصطفی پژوهنده تغییر نام داده شد.
لشکر ۵۸ تکاور ذوالفقار شاهرود در این پادگان استقرار دارد.